# Vụ nổ xe khách ở Đại Bái (2003)
Vụ nổ xe khách ở Đại Bái, Bắc Ninh là một sự cố nổ xảy ra vào ngày 2 tháng 5 năm 2003, làm 46 người thiệt mạng và hơn hàng chục người khác bị thương, được coi là thảm họa cháy nổ giao thông thảm khốc nhất tại Việt Nam trong những năm thập niên 2000.

## Diễn biến
Vào sáng ngày 2 tháng 5 năm 2003, chiếc xe khách loại Hải Âu (PAZ) do Liên Xô cũ sản xuất, biển kiểm soát 29H-6583 do lái xe Bùi Duy Tiếp và phụ xe Nguyễn Đình Hiệp điều khiển chở 90 hành khách từ Quảng Bố (huyện Lương Tài, Bắc Ninh) đi đến Hà Nội. Trong khi xe đi ngang qua chợ Đại Bái, phường Gia Bình, tỉnh Bắc Ninh, chiếc xe đã bất ngờ phát nổ. Khoảng 90 hành khách trên xe cùng nhiều người phía dưới đường (đang họp chợ Đại Bái) bị bỏng nặng, trong đó đã có hơn 40 người lần lượt tử vong những ngày sau đó và nhiều trường hợp khác bị thương nặng.

## Nguyên nhân
Nguyên nhân của vụ nổ ban đầu được cho là do chiếc xe có vận chuyển trái phép vật liệu nổ. Sau đó cảnh sát điều tra đã khởi tố Nguyễn Văn Thuận (trú ở thôn Đại Bái, Gia Bình - chung thân) và Đào Tiến Bắc (trú ở Cẩm Bình, Hưng Yên - 10 năm tù) về tội danh “tàng trữ, vận chuyển, mua bán trái phép vật liệu nổ”. Theo cáo trạng, Đào Tiến Bắc (đang ở huyện Mỹ Hào, Hưng Yên lúc vụ nổ xảy ra) đã bán trái phép 50 kg thuốc nổ cho Nguyễn Văn Thuận (Gia Bình, Bắc Ninh), sau khi nhận hàng xong, Thuận dùng xe máy chở vợ là Nguyễn Thị Cầm cùng số thuốc nổ vừa mới mua ra đầu đường 285 để vẫy xe khách cho Cầm ra Hà Nội tiêu thụ hàng. Nguyễn Văn Thuận từ vài năm nay chuyên mua vật liệu nổ để bán cho những người có nhu cầu. Thuận là chủ số thuốc súng giấu phía sau chiếc xe xấu số trên. Vợ Thuận là Nguyễn Thị Cầm, sau đó cũng đã mất trong vụ nổ này.

## Thiệt hại
Vụ nổ đã khiến hơn 90 người trên xe bị thương nặng và 46 người lần lượt qua đời, trong đó có bao gồm cả những người đang đứng xung quanh khu vực nổ.